# Black-Hawk-Krieg

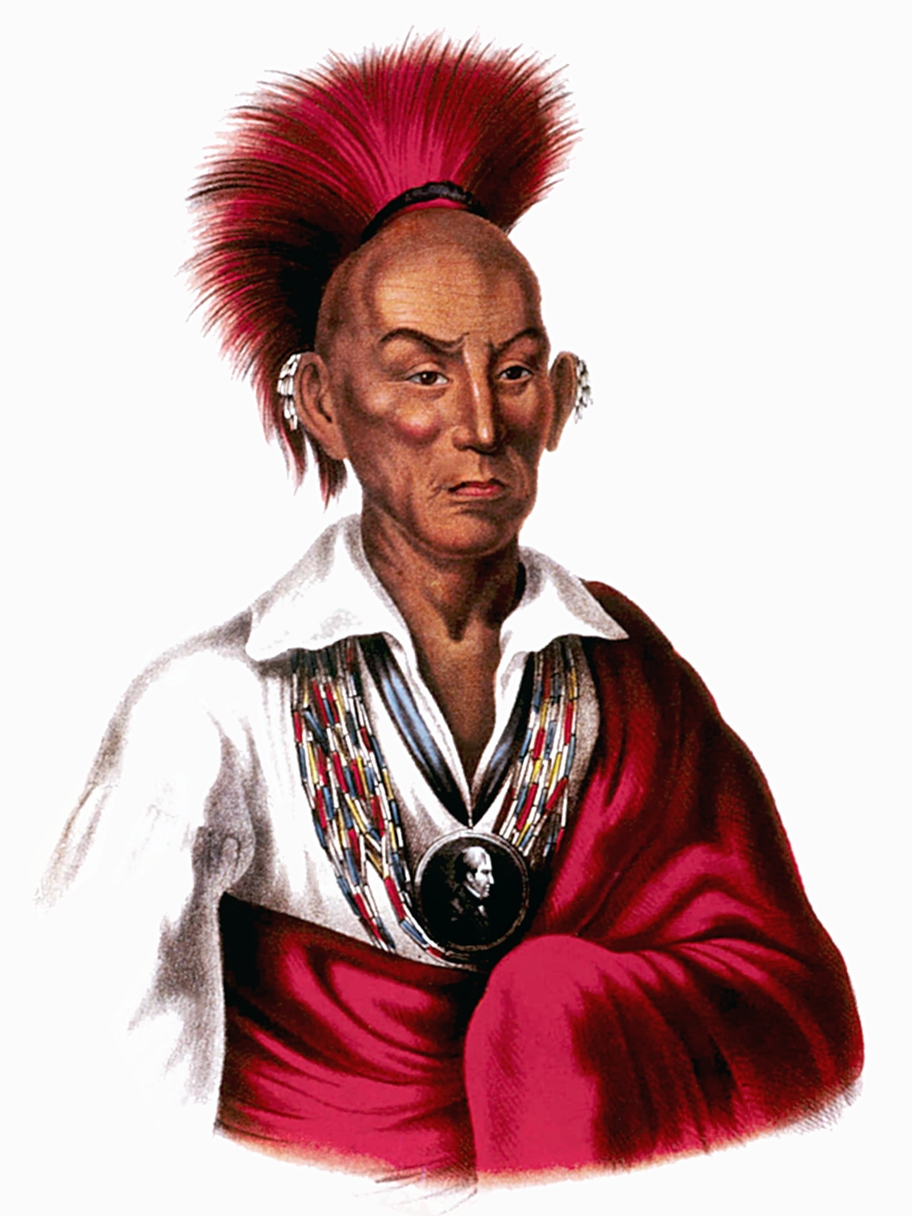
Black-Hawk

Der Black-Hawk-Krieg 1832 war der letzte Indianerkrieg in den Vereinigten Staaten östlich des Mississippi River.
1804 schloss der Gouverneur des Indiana-Territoriums, General Harrison, in St. Louis einen Vertrag mit den Sauk und Meskwaki, bei dem sie ihr Land östlich des Mississippi verkauften. Sie sollten jedoch dort bleiben dürfen, solange das Land im Besitz der US-Bundesregierung sei. Als Gegenleistung erhielten sie 2.234,50 US-Dollar in Waren und eine jährliche Zahlung von 1.000 US-Dollar. 1809 kam dieses Gebiet zum Illinois-Territorium, das 1818 zum Staat Illinois wurde.
Gegen Ende der 1820er Jahre beschloss die amerikanische Regierung, alle Indianer aus Illinois umzusiedeln, um Siedlern Platz zu machen. Der Indianeragent Thomas Forsyth informierte die Sauk im Mai 1828, dass sie auf die Westseite des Mississippi zu ziehen hätten. Dabei berief er sich auf den Vertrag von 1804. Die Häuptlinge der Sauk bestritten, dass sie jemals Land abgetreten hätten. Es setzte sich jedoch die Ansicht durch, dass sie den Amerikanern nichts entgegenzusetzen hätten. Im Herbst 1829 setzten sie sich deshalb auf die andere Seite des Mississippi ins heutige Iowa ab und gelobten, nie mehr zurückzukehren. Am 15. Juli 1830 wurde bei Prairie du Chien ein neuer Vertrag darüber unterzeichnet.
Häuptling Black Hawk kehrte jedoch im Frühjahr der folgenden Jahre mit einigen Männern zurück. Viele Siedler verließen aus Angst ihre neue Heimat. Black Hawk berief sich auf den Vertrag; da noch nicht alles Land verkauft wäre, sei es sein Recht, hier zu sein. Der Gouverneur von Illinois John Reynolds betrachtete dies jedoch als Invasion und rief eine Miliz zusammen, um die Indianer „tot oder lebendig“ auf die andere Seite des Mississippi zu vertreiben. General Gaines sagte daraufhin Truppenhilfe zu, falls die Gespräche mit Black Hawk ergebnislos verlaufen sollten.
Gaines traf sich im Juni 1831 mit den Häuptlingen der Sauk östlich des Mississippi. Die meisten erklärten, zurückzukehren. Black Hawk holte Hilfe bei benachbarten Kickapoo, Winnebago und anderen. Als die Truppen jedoch Verstärkung durch die Miliz erhielten, deren bekanntestes Mitglied ein Jahr später Abraham Lincoln war, gab Black Hawk am 30. Juni 1831 nach und kehrte nach Westen zurück.
Etwas später lud der Winnebago-Prophet Wabokieshiek (White Cloud) die Sauk in seine Heimat ein, die nahe der alten Heimat der Sauk lag. Am 6. April 1832 überschritt Black Hawk mit 400 Männern und ihren Familien in friedlicher Absicht den Mississippi. Als aber einer seiner Emissäre niedergeschossen wurde, schwor Black Hawk Rache. Am 1. und 2. August wurde seine Truppe von Freiwilligen unter General Atkinson am Bad Axe River besiegt. Am 27. August ergab sich Black Hawk und wurde gefangen genommen. Im August 1833 kam Black Hawk wieder auf freien Fuß. Nach ihm ist das Black Hawk County in Iowa benannt.
Am 21. September 1832 traten die Sauk ihr Land in Illinois gegen 640.000 US-Dollar ab. Obwohl Häuptling Black Hawk nicht daran beteiligt war, wurde dieser Akt als Black-Hawk-Purchase bekannt. Auch das überschriebene Land wurde Black-Hawk-Purchase genannt.